# Васильев, Александр Николаевич (физик, МИФИ)
Александр Николаевич Васильев (род. 19 июля 1951) — российский учёный в области физики высоких энергий, доктор физико-математических наук, профессор.

## Биография
Окончил Московский инженерно-физический институт по специальности «Ядерная физика» (1974) и Московский государственный гуманитарный университет имени М. А. Шолохова, квалификация «учитель истории и социально-гуманитарных дисциплин» (1997).
Работает в Институте физики высоких энергий (Протвино), главный научный сотрудник с возложением обязанностей руководства лабораторией поляризационных экспериментов (№ 3).
С 2014 г. по совместительству профессор кафедры физики конденсированных сред МИФИ (Институт нанотехнологий в электронике, спинтронике и фотонике), читает курсы «Введение в современные нанотехнологии» и «Физика наносистем».
Диссертации:
- Поляризация в реакции π−р → π0n при импульсе 40 ГэВ/с : диссертация … кандидата физико-математических наук : 01.04.01. — Серпухов, 1984. — 123 c. : ил.
- Исследование спиновых эффектов в инклюзивном образовании ρ-мезонов с использованием поляризованных пучков и мишеней при энергиях 40 и 200 ГэВ : диссертация … доктора физико-математических наук : 01.04.23. — Протвино, 1994. — 207 с. : ил.

Учёным советом ИФВЭ в 2019 году выдвигался кандидатом в члены-корреспонденты РАН по Отделению физических наук РАН по специальности «ядерная физика», но не был избран.

## Научная деятельность
Специалист в области физики высоких энергий, автор 550 научных работ, количество цитирований ~34 500, индекс Хирша на апрель 2021 года — 84 (возможно, есть некоторая путаница из-за наличия полных тёзок — о них выше).
Основные научные результаты:
- Создана экспериментальная установка ПРОЗА (Поляризация в Реакциях Обмена ЗАрядами) на ускорителе У-70 (Протвино) и исследованы поляризации в эксклюзивных реакциях перезарядки --мезонов с энергией 40 ГэВ с образованием 0, , , f и других мезонов. Ненулевая поляризация в реакции -p↑→π0n утвердила в модели Редже необходимость вводить ветвления.
- В Фермилабе (Национальная ускорительная лаборатория имени Энрико Ферми, США) при его решающем участии рассчитан и создан канал поляризованных протонов и антипротонов при энергии 200 ГэВ.

## Основные работы
- Мочалов В. В., В. В. Абрамов, Н. И. Беликов, А. Н. Васильев, Ю. М. Гончаренко, В. Н. Гришин, А. М. Давиденко, А. А. Деревщиков, В. А. Кормилицын, Ю. М. Мельник, А. П. Мещанин, Н. Г. Минаев, Д. А. Морозов, Л. В. Ногач, С. Б. Нурушев, А. Ф. Прудкогляд, С. В. Рыжиков, А. В. Рязанцев, П. А. Семенов, Л. Ф. Соловьев, А. Е. Якутин. Анализирующая способность в реакции p+p↑ → π 0+X в области фрагментации поляризованной мишени при энергии 50 ГэВ: Препринт ИФВЭ 2013-4. — Протвино, 2013. — 13 с., 7 рис., 3 табл., библиогр.: 29.
- Поиск односпиновой асимметрии инклюзивного рождения *p*0-мезонов в центральной области при энергии протонного пучка 70 ГэВ (Сотрудничество ПРОЗА-М) / А. Н. Васильев, Н. С. Борисов, В. Н. Матафонов, А. Б. Неганов, Ю. А. Плис, Ю. А. Усов, А. Н. Федоров, [и др.] . — Протвино : ИФВЭ, 2003 . — 14 с : il. — (ИФВЭ ; 2003-22) . — URL: http://dbserv.ihep.su/~pubs/prep2003/ps/2003-22.pdf . — Библиогр.:14 .
- А. П. Бугорский, А. Н. Васильев, B. H. Гришин, В. В. Мочалов, А. В. Минченко, П. А. Семенов, B. Л. Соловьянов, А. Г. Уфимцев, М. Н. Уханов, Ю. С. Федотов, Ю. В. Харлов, Вывод протонного пучка 70 ГэВ на установку РАМПЭКС с помощью кристалла кремния, ПТЭ N1, 14 (2001) [Instrum.Exp.Tech.44, 1(2001)]
- Васильев А. Н., Мочалов В. В. Общие особенности односпиновой асимметрии инклюзивного рождения π-мезонов в экспериментах с фиксированной мишенью: Препринт ИФВЭ 2003-26. — Протвино, 2003. — 12 с., 8 рис., 10 табл., библиогр.: 13.